# Nelson Bernal
Nelson Germán Bernal (San Lorenzo, 24 gennaio 1972) è un ex calciatore paraguaiano, di ruolo portiere.

## Carriera

### Club
Bernal ha vestito le maglie di Sportivo San Lorenzo, Guaraní, Fernando de la Mora e 3 de Febrero. Ha giocato anche in Coppa Libertadores, Coppa Sudamericana e Coppa CONMEBOL.
Dopo essersi ritirato dal calcio professionistico nel 2006, il 20 febbraio 2021, all'età di 49 anni e 28 giorni, è tornato a calcare temporaneamente i campi da gioco paraguaiani, scendendo in campo per 5 minuti in sostituzione di Mario Fleitas nella sconfitta per 0-5 subita in casa contro il Sol de América. È diventato così il calciatore più anziano ad aver giocato nel campionato paraguiano, superando il record precedentemente detenuto da Roberto Acuña. Bernal era infatti il preparatore dei portieri del 12 de Octubre, ma è stato costretto a tornare in campo a causa dei 15 contagiati da COVID-19 tra i tesserati della squadra.